# Ouanilo Béhanzin
Pour les articles homonymes, voir Béhanzin (homonymie).
Ouanilo Béhanzin
Ouanilo Béhanzin (nom de naissance Arini Ouanilo Béhanzin ou Arini Wanilo Béhanzin) est le fils de Béhanzin, 11ème roi du Royaume du Dahomey. Il est né à Abomey (actuel Bénin) le 15 décembre 1885, et mort à Dakar le 19 mai 1928 à l’âge de 42 ans. Il est aussi appelé prince Béhanzin.  

## Biographie

### Naissance à Abomey puis exil en Martinique
Arini Ouanilo naît le 15 décembre 1885 à Abomey, capital du royaume de Dahomey dont son père Béhanzin est le souverain. Lorsque les Français terminent la conquête du royaume en 1894, Béhanzin, sa suite et sa famille, dont Ouanilo âgé de 8 ans, sont déportés en Martinique par les nouvelles autorités coloniales. Ils y resteront jusqu'en 1906. Il fréquente le lycée Victor Schoelcher de Fort-de-France. 

Selon l'historien béninois Jean Roger Ahoyo, Ouanilo aurait eu en Martinique un fils, Frédéric, né d'une relation incestueuse avec sa sœur Abopanou. 

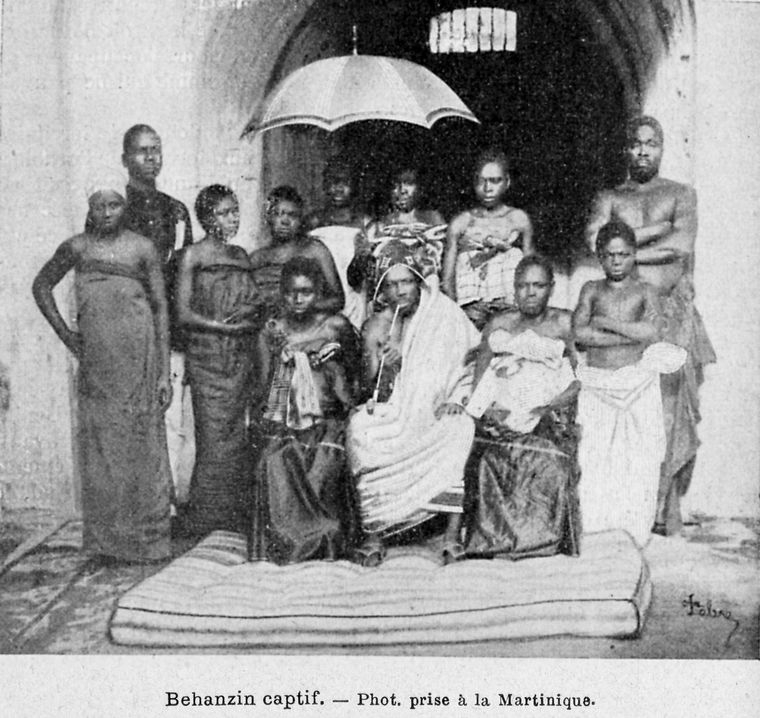
Béhanzin et sa famille, captifs en Martinique, vers 1902.

### Fin de scolarité à Alger
En 1906, Ouanilo suit à nouveau son père lorsque celui-ci obtient de pouvoir s'installer à Alger, dans la colonie française d'Algérie. Quelques mois après, ce dernier décède à Blida, et est enterré au cimetière Saint-Eugène d’Alger. Sa cour et ses épouses sont alors rapatriées au Dahomey. Seul Ouanilo reste à Alger, où il passe son baccalauréat, avec une inscription à la clé en faculté de droit de Bordeaux en 1909.

### Installation à Bordeaux en 1909
Licencié en droit en 1912 à Bordeaux, Ouanilo Béhanzin s'engage dans l'armée française comme officier d'artillerie en 1914.
Il devient ensuite avocat stagiaire et s’inscrit au barreau de Paris en 1915, devenant le premier Noir à être avocat parisien. Il démissionne toutefois, peu de temps après, pour se faire embaucher à la compagnie des chemins de fer du sud à Bordeaux. C'est là qu'il épouse, en 1918, Maria-Valentina Ducaud, fille du consul d’Argentine à Bordeaux et issue d'une famille de la bourgeoisie locale.

### Séjours au Dahomey colonial en 1921 et 1928
En 1921, Ouanilo effectue son premier voyage de retour au Dahomey qu’il avait quitté à l’âge de huit ans. Il y passe six mois, étroitement surveillé par l’administration coloniale qui craint une « refondation » du puissant royaume du Dahomey.
Il obtient du gouvernement français que la dépouille de son père Béhanzin retourne à Abomey en mars 1928. Après les obsèques royales, il repart vers la France avec son épouse Maria-Valentina, en passant par Dakar, dans la colonie du Sénégal,,,,,.

### Mort à Dakar et enterré à Bordeaux en 1928
Pris d’une grave crise de pneumonie, il meurt à l'âge de 42 ans à l’hôpital militaire de Dakar le 19 mai 1928, sans descendance officielle. Enterré sur place, Maria-Valentina exige et obtient le rapatriement de son corps à Bordeaux. L’enterrement a lieu le 3 octobre 1928, au cimetière Nord de la ville.

### Rapatriement du cercueil au Bénin en 2006
Dans les années 2000, grâce à l’acharnement de Francis Awagbè Béhanzin, un commissaire de police de Cotonou, qui a conduit un véritable travail d’investigation de la Martinique à Bordeaux en passant par Blida en Algérie, la famille royale d’Abomey a pu rapatrier les restes du corps du prince Ouanilo. Son corps est exhumé le 25 septembre 2006 du cimetière Nord de Bordeaux, où il reposait depuis 1928. Le jeudi 28 septembre 2006, il est inhumé dans un petit palais érigé en sa mémoire.